# ゲド (聖戦士ダンバイン)
ゲド（Gedo）は、アニメ『聖戦士ダンバイン』に登場するオーラバトラーの一種。
本項ではそのバリエーションについても併せて記述する。

## ゲド
アニメ『聖戦士ダンバイン』に登場するアの国で開発された試作型オーラ・バトラー。アニメ14 - 15、43話に登場する。小説『オーラバトラー戦記』ではカットグラIに相当する。
バイストン・ウェルに召喚された地上人ショット・ウェポンが、オーラ・マシン ピグシー、オーラ・ボム ドロに次いで開発したオーラ・マシンである。バイストン・ウェル史上初の人型オーラ・マシン「オーラ・バトラー」であり、ダンバインの原型機となった他、同じアの国の製作であるドラムロや、ギブン家製作のダーナ・オシーにも影響を与えている。機体色は茶褐色。
ショットは元々地上でロボット工学を研究しており、二足歩行マシンを作りたいという願望を持っていた。その願望を現実の物として結実させたのがこのゲドである。完成当時はまだフレイ・ボムの小型化に成功していなかったため、オーラ・ソードのみを装備し専らオーラ・ボムの支援が主な任務であった。後にウィング・キャリバー バラウが開発されるまでは、オーラ・パンツァー アケロンの背中に乗って戦う姿もよく見られたと言う。
本機の操縦には非常に高いオーラ力を要求されるため、コモンにはほとんど乗りこなすことができず、結果として地上人を召喚するきっかけとなった。最初に作られたオーラ・バトラーであるだけに基本性能は低く、実際にはほとんど量産されなかったと言われている。本機の装甲や筋肉繊維（オーラ・マルス）、骨格、バイオ・コンピュータ、生体神経系などの素材には、加工の容易な恐獣キマイ・ラグが使用されたが、本機およびその発展機を今後の主戦力として量産することが決まっていたためにキマイ・ラグは乱獲され、その個体数は激減してしまった。
ドレイク・ルフトは、近隣の諸国に本機やオーラ・シップを多数売却し自身の財力を蓄えていった。これにより、オーラ・バトラーの製造技術が各国に拡散、バイストン・ウェルにそれまで存在しなかった機械を用いた大規模戦争を招く要因となった。
劇中での活躍
劇中では、アの国王フラオンの居城であるエルフ城に数機が配備されていた（フラオンはオーラ・マシンを最も多くドレイクから買い上げている）。
既に旧型になっていたため、次々と新型オーラ・バトラーを作り出していたドレイク軍には歯が立たず撃破されていった。ドレイクの謀反をまったく予期していなかったフラオン王の影響によるものか、機体整備もまともに行われていなかった様で、出撃時にエンジンがかからないアクシデントまで発生していた。
その後はゴラオンにも配備されており、舞台が地上へ移ってからはロンドン上空での攻防戦に出撃している。
備考
メカニックデザインは出渕裕が担当。元々は新型のオーラ・バトラーとしてデザインされていたため、ドラムロやダーナ・オシーよりも人型に近いシルエットである。ダンバインのプロトタイプとしての旧式オーラ・バトラーと設定された際に、コンバーターをダンバインと同形のものに変更している。
ちなみに、放送時期に発売されていたプラモデルでは｢ピネガン用オーラバトラー｣と商用表記されているが、実際には乗ってはいない。

## 試作型ダンバイン
ゲーム『聖戦士ダンバイン 聖戦士伝説』に登場する、アの国で開発された試作型オーラ・バトラー。プロトダンバインとも呼ばれる。
その名の通りダンバインのプロトタイプであるが、機体色のみショウ・ザマのダンバインと同じであるだけで、外見はゲドに酷似している。潜在的な能力はダンバインを上回るといわれるが、全体的に不安定であり、非常に高いオーラ力を持たなければ乗りこなすことはできない。
ゲーム中ではダンバインと同じ型の4連装オーラ・ショットも装備しているが、鉤爪を持たないため、どうやって引き金を引いているのかは不明である。
S.I.C.『ロード オブ バイストン・ウェル』ＶＯＬ．3「オーラバトラー ゲド」はパーツを換装することでゲドからプロトタイプダンバインに組み替えでき、これによって立体化された。こちらでは武装はオーラソード以外付属していないが、鉤爪が備わっているため、オーラショットを装備させた場合に引き金を引くことができる。

## ティタニア
メディアワークス発行の雑誌「電撃ホビーマガジン」に連載された『新AURA FHANTASM』に登場する、アの国で開発された試作型オーラ・バトラー。
ティタニアは女性搭乗者用に開発されたオーラ・バトラー。女性用だけあって全体的にスマートで洗練されており、ゲドとはほど遠い外観をしている。

## カットグラI
小説『オーラバトラー戦記』に登場する、アの国で開発された試作型オーラ・バトラー。小説1 - 4巻に登場する。劇中では単にカットグラと呼ばれることが多い。アニメ『聖戦士ダンバイン』ではゲドあるいはダンバインに相当する。
小説版の設定では、バイストン・ウェルに召喚されたショット・ウェポンが、オーラ・ボム ドーメに次いで開発したバイストン・ウェル史上初の人型オーラ・マシン、オーラ・バトラーである。プロトタイプが4機開発された。
アの国の国王であるドレイク・ルフトは、ドーメとカットグラを量産することが対ガロウ・ラン戦に有効と考え、それを実践させた。
劇中での活躍
主人公城毅（ジョク）がドーメの次に乗ったオーラ・マシンであり、様々な改造を受けながらも最後まで愛機として使用した。プロトタイプ1号機にバーン・バニングス、プロトタイプ2号機にジョク、プロトタイプ3号機にガラリア・ニャムヒーが搭乗した。
ギィ・グッガ率いるガロウ・ランたちが強獣ドラゴ・ブラーと戦士ミィを投入した戦いで、ガラリア機は損傷し、ガロウ・ランたちに持ち去られてしまう。その後、接触してきたガロウ・ランたちの案にのり、バーンはニー・ギブンたちを修理部隊と見せかけた回収部隊として引き渡したが、ニーたちは薬物で操られ黒く塗られたカットグラを修理してしまう。そして黒いカットグラにはガロウ・ランのヘレナァが搭乗し、ガラリアは増加生産の機体に搭乗。アの国とガロウ・ランたちとの最後の戦いに突入した。